# Be Quiet and Drive (Far Away)
Be Quiet and Drive (Far Away) (englisch Sei leise und fahr (weit weg)) ist ein Lied der US-amerikanischen Alternative-Metal-Band Deftones. Es erschien am 9. März 1998 als zweite Single ihres zweiten Studioalbums Around the Fur. 

## Inhalt
Be Quiet and Drive (Far Away) ist ein Alternative-Metal- bzw. Nu-Metal-Song, der von den vier damaligen Bandmitgliedern Stephen Carpenter, Chi Cheng, Abe Cunningham und Chino Moreno geschrieben wurde. Der Text ist in englischer Sprache verfasst. Be Quiet and Drive (Far Away) ist in der Albumversion 3:31 Minuten und in der Videoversion 3:31 Minuten lang, wurde in der Tonart Cis-Dur geschrieben und weist ein Tempo von 93 BPM auf. Das Lied wurde mit dem Produzenten Terry Date im Studio Litho in Seattle aufgenommen. Terry Date mischte zusammen mit Ulrich Wild das Lied, während Ted Jensen das Mastering übernahm. 
Das Lied wurde im bandeigenen Proberaum The Spot in Sacramento geschrieben. Da sich im gleichen Gebäude noch zahlreiche Büros befanden, mussten die Musiker bis 18 Uhr warten, bis sie Lieder komponieren konnten. Aufgenommen wurde das Lied in dem Studio Litho, welches dem Pearl-Jam-Gitarristen Stone Gossard gehört. Bevor Sänger Chino Moreno seinen Gesang aufnahm, studierte er den Gesang der britischen Sängerin PJ Harvey. Das Lied handelt von einer Person, die sich in seiner Heimatstadt gefangen fühlt und diese einfach nur verlassen will. Wenn diese Person jemanden findet, der sie aus der Stadt fährt, möchte der Protagonist, dass die Mitfahrer leise sind, um den Moment genießen zu können.
Am 20. April 1998 trat die Band mit dem Lied in der Late-Night-Show Late Night with Conan O’Brien auf. Anlässlich der Veröffentlichung des Films Little Nicky – Satan Junior im Herbst 2000 spielte die Band eine akustische Version des Liedes mit dem Incubus-Sänger Brandon Boyd und dem Hauptdarsteller des Films Adam Sandler. Eine akustische Version des Liedes ist auch auf dem Soundtrack des Films zu hören.

## Musikvideo
Für das Lied wurde ein Musikvideo veröffentlicht, bei dem Frank W. Ockenfels III Regie führte. Die Musiker befinden sich unter einer Brücke und spielen das Lied. Sänger Chino Moreno zeigte sich unzufrieden mit dem Resultat und erklärte, dass die Band ihrem Plattenlabel einen Gefallen tun wollte, da Maverick Records der Band sonst nie sagen würde, was die Musiker zu tun hätten. Die Verantwortlichen der Plattenfirma dachten, dass MTV ein solchen Video von der Band haben wollte, was Moreno nie wieder machen würde.

## Rezeption

### Rezensionen
Laut Steve Appleford vom Magazin Revolver fängt das Lied „den klassischen Deftones-Sound ein“, der auf dem nachfolgenden Album White Pony „aufblühen“ wird. Die „Extreme der Schönheit und des Krachs würden kollidieren“, während „die Beats und Riffs die emotionalen Hochs und Tiefs des Gesang spiegeln“. Keith Chahckes vom Onlinemagazin Ghost Cult Magazine bezeichnete Be Quiet and Drive (Far Away) als das Schlüssellied des Albums. Die Band hat mit diesem Lied „ihr zukünftiges Ich gezeigt als Avantgarde-Band, die versehentlich einen wahnsinnig einprägsames Metallied geschrieben hat“. Kai Butterweck vom Onlinemagazin laut.de bezeichnete das Lied als „Branchen-Eckpfeiler“, der „auch heute noch für Massenaufläufe auf Tanzflächen eines jeden Alternativ-Clubs rund um den Erdball sorgt“.

### Bedeutung
Das US-amerikanische Magazin Loudwire führte Be Quiet and Drive auf Platz zwei ihrer Liste der zehn besten Deftones-Lieder. Das britische Magazin Kerrang führte Be Quiet and Drive auf Platz drei ihrer Liste der 20 besten Deftones-Lieder.

## Kommerzieller Erfolg

### Chartplatzierung
| ChartsChartplatzierungen     | Höchstplatzierung | Wochen |
| ---------------------------- | ----------------- | ------ |
| Vereinigtes Königreich (OCC) | 50 (2 Wo.)        | 2      |

### Auszeichnungen für Musikverkäufe
| Land/Region                  | Auszeichnungen für Musikverkäufe (Land/Region, Auszeichnung, Verkäufe) | Verkäufe  |
| ---------------------------- | ---------------------------------------------------------------------- | --------- |
| Vereinigte Staaten (RIAA)    | 2× Platin                                                              | 2.000.000 |
| Vereinigtes Königreich (BPI) | Silber                                                                 | 200.000   |
| Insgesamt                    | 1× Silber · 2× Platin ·                                                | 2.200.000 |